# Ouratea patelliformis
Ouratea patelliformis är en tvåhjärtbladig växtart som beskrevs av John Duncan Dwyer. Ouratea patelliformis ingår i släktet Ouratea och familjen Ochnaceae. Inga underarter finns listade i Catalogue of Life.